# Oratoire des Béguines
L'oratoire des Béguines, dit oratoire Sainte-Marie-Magdeleine à Béthanie ou oratoire de Miette, est un oratoire construit en 1516 sur la commune de Nans-les-Pins dans le département français du Var. Il est le troisième sur une série de sept oratoires menant jusqu'au sanctuaire de la Sainte-Baume, par le « Chemin des Roys ».
Il est inscrit au titre des monuments historiques en 1938. L'oratoire est restauré en 1964, pourvu d'une nouvelle gravure en 1978 et restauré une dernière fois en 2009.

## Présentation

### Localisation
L'oratoire est situé sur le domaine des Béguines, à l'entrée de la forêt domaniale, à la limite des communes de Nans-les-Pins et Plan-d'Aups-Sainte-Baume, lorsque le « chemin des Roys » arrive sur le plateau. Il s'agit du troisième des sept oratoires construits sur ce chemin reliant Nans-les-Pins à la grotte de la Sainte-Baume. Du pied de l'oratoire, il est possible pour le pèlerin, et pour la première fois, de voir le Saint-Pilon et le sanctuaire de la Sainte-Baume,.
Sur ces sept oratoires initiaux, les deux premiers ont été détruits, il n'en reste que le socle, et le dernier oratoire, situé au col du Saint-Pilon (après la chapelle des Parisiens) a été totalement détruit. Cet oratoire des Béguines est donc le premier des quatre oratoires survivants,,.

### Dénomination
Cet oratoire possède plusieurs noms d'usages, liés à son histoire compliquée :
- « L'oratoire des Béguines »[1], du fait du nom du domaine où il est situé.
- « L'oratoire Sainte-Marie-Magdeleine à Béthanie »[4], du fait de la scène représentée sur la gravure de l'oratoire.
- « L'oratoire de Miette »[3], à la suite du drame survenu devant cet oratoire durant l'époque révolutionnaire (voir le chapitre Historique). Miette étant le diminutif de « Mireille ».

### Description

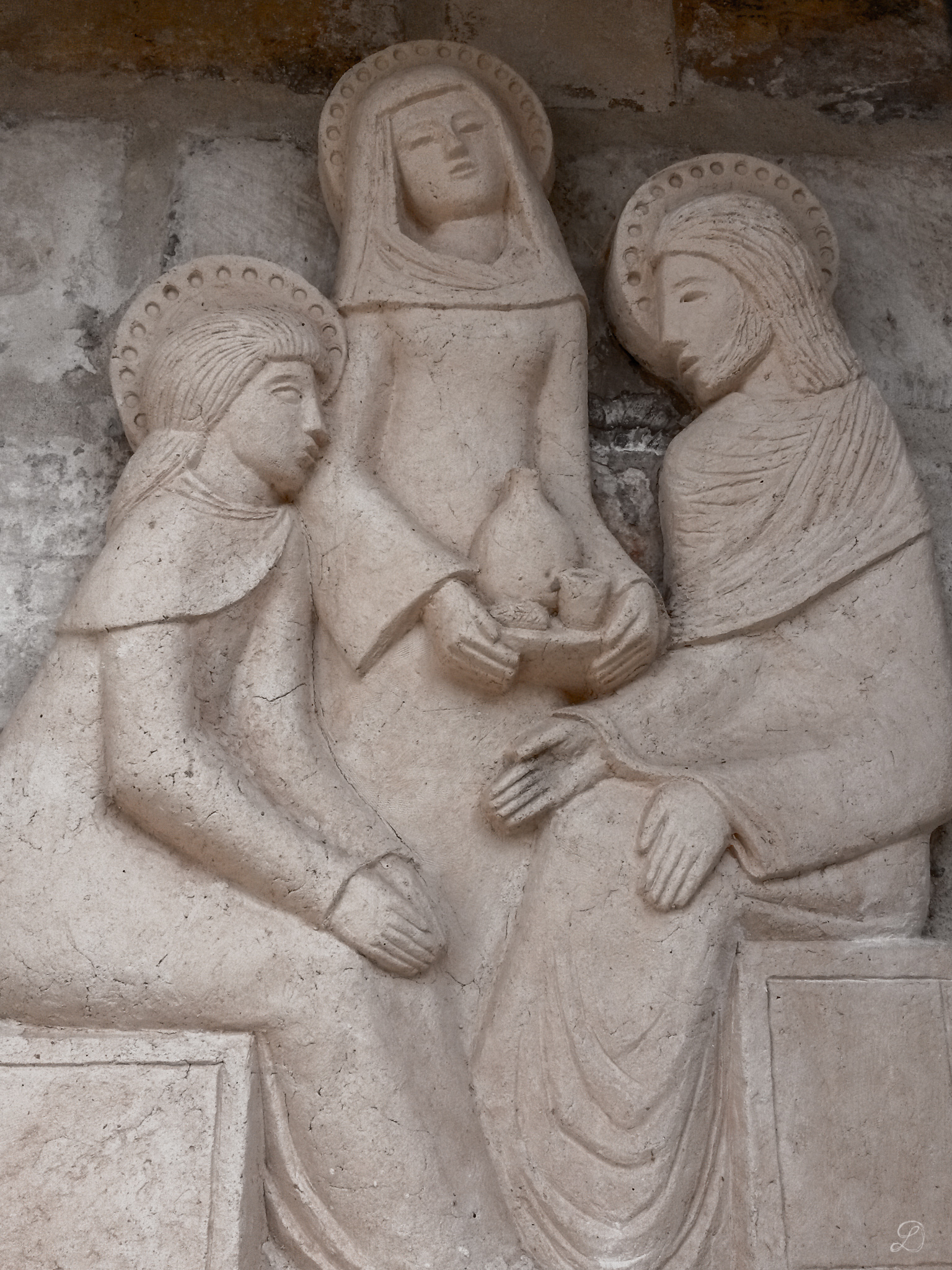
Bas-relief en pierre d'Olivier Pettit remplaçant l'original perdu (1978).

L'oratoire représente Marie de Magdala, dite Marie-Madeleine, associée à Marie de Béthanie dans la tradition provençale,, aux pieds de Jésus chez sa sœur Marthe de Béthanie.
L'oratoire a perdu son bas-relief original. Le bas-relief actuel est l’œuvre du sculpteur Olivier Petit (en 1978).
Sur le socle de nombreux fers à cheval ont été gravés par des Compagnons du Devoir.
Cet oratoire est le plus richement décoré des oratoires existants. La niche possède une voute en ogive sculptée que supportent deux pilastres ornés de corbeilles de fleurs. Ces dernières rappellent que Marie-Madeleine fut le premier témoin de la résurrection du Christ au saint-Sépulcre, et qu'elle le prit tout d’abord pour « un jardinier ». Le fronton, comme l'étaient ceux des autres oratoires, est décoré du blason de l'archevêque (écartelé aux 1 et 4 d’argent, chargé de 4 fers de lance deux à deux, aux 2 et 3 de gueules à 2 gerbes d’or placées en sautoir, et sur le tout écu d’azur à une fleur de lys d’or).
Au-dessus de ses armes on pouvait lire  (la) Joannes Ferrerius archiepiscopus Arelatensis hoc Monumentum erigi curavit MDXVI (Jean Ferrier, archevêque d'Arles a fait ériger ce monument 1516). Cette même inscription était reproduite, à l'origine, sur tous les oratoires,.

L'oratoire des Béguines
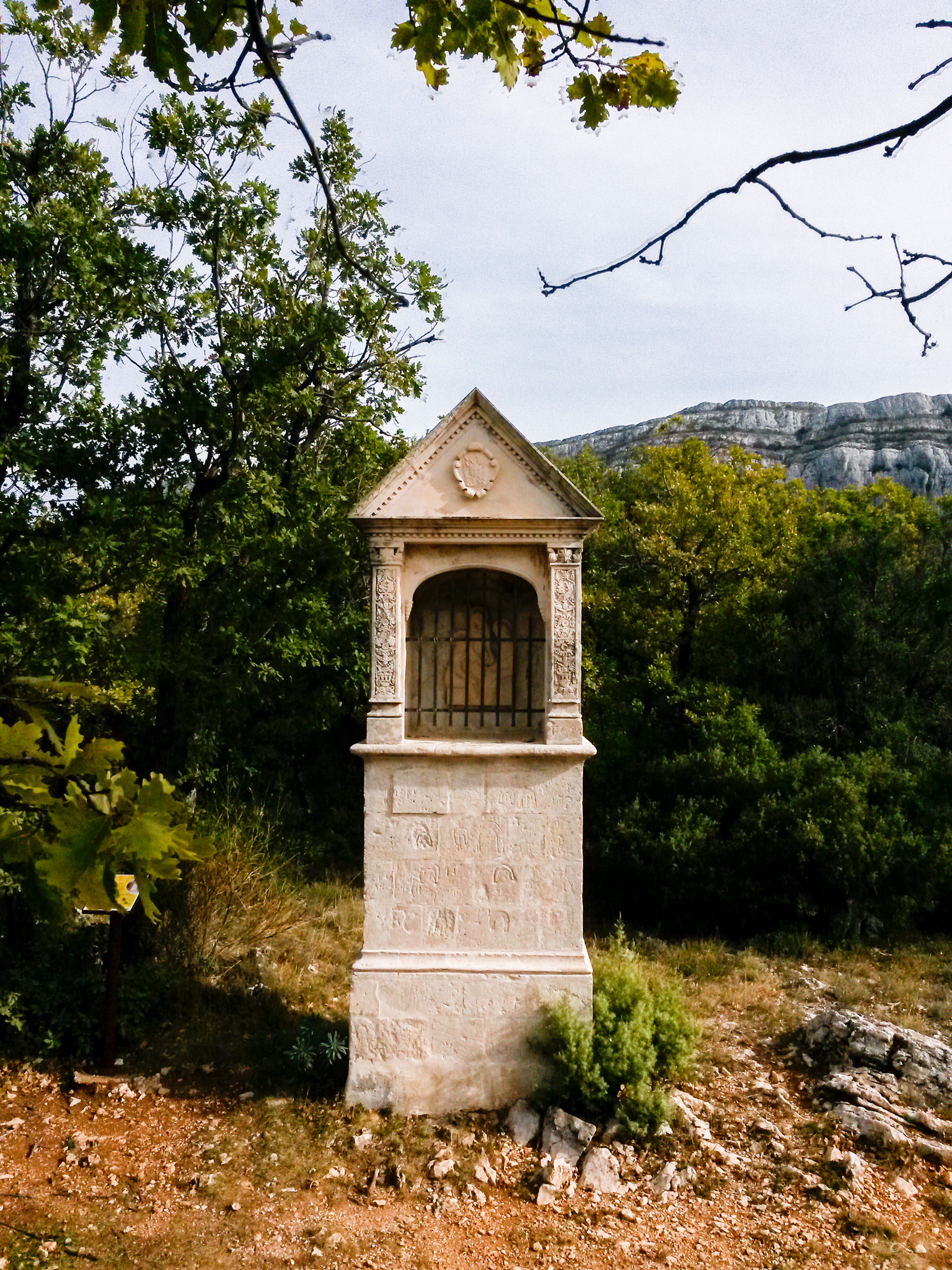
Vue d'ensemble de l'oratoire
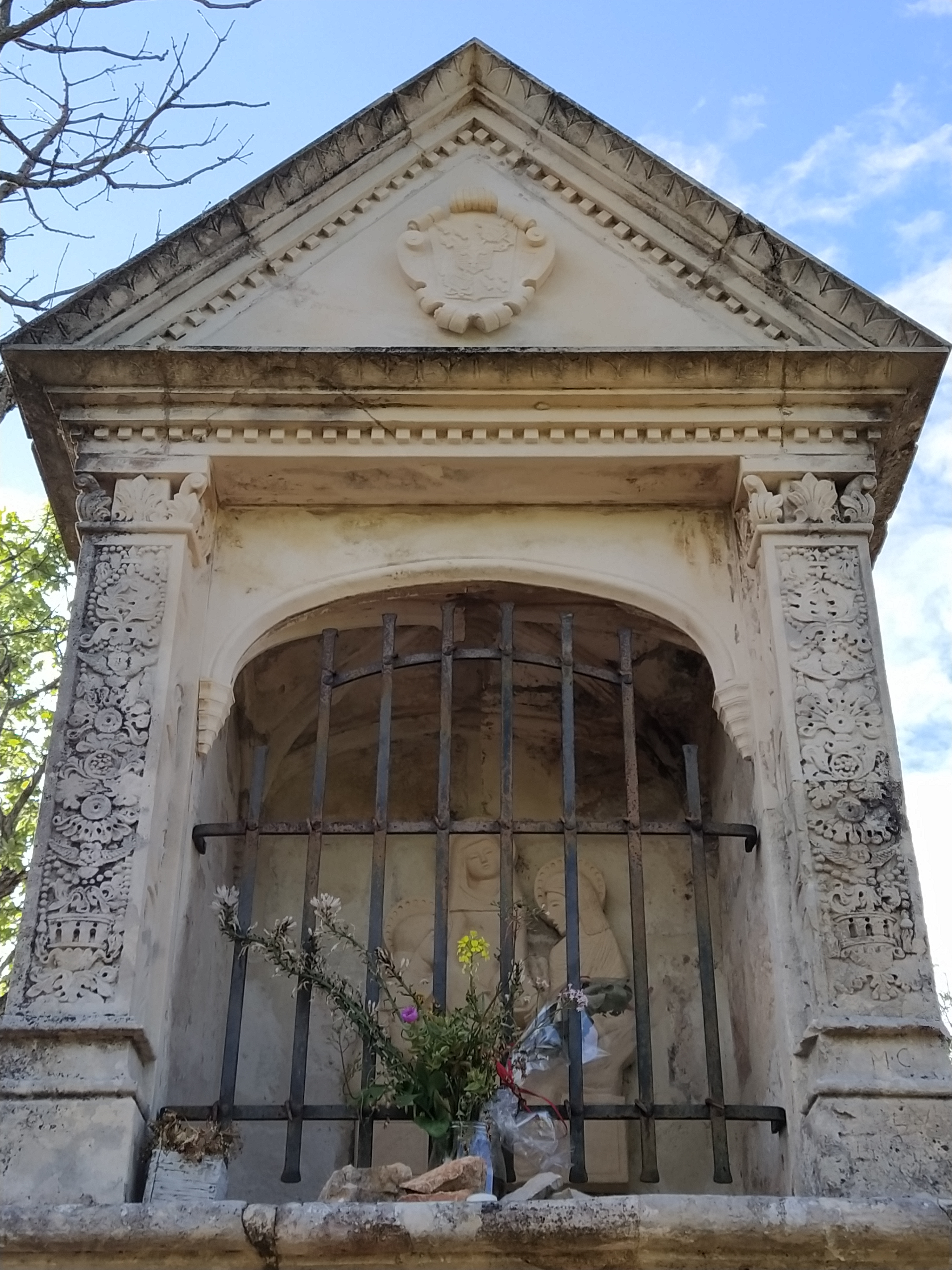
Détail des pilastres et du chapiteau.
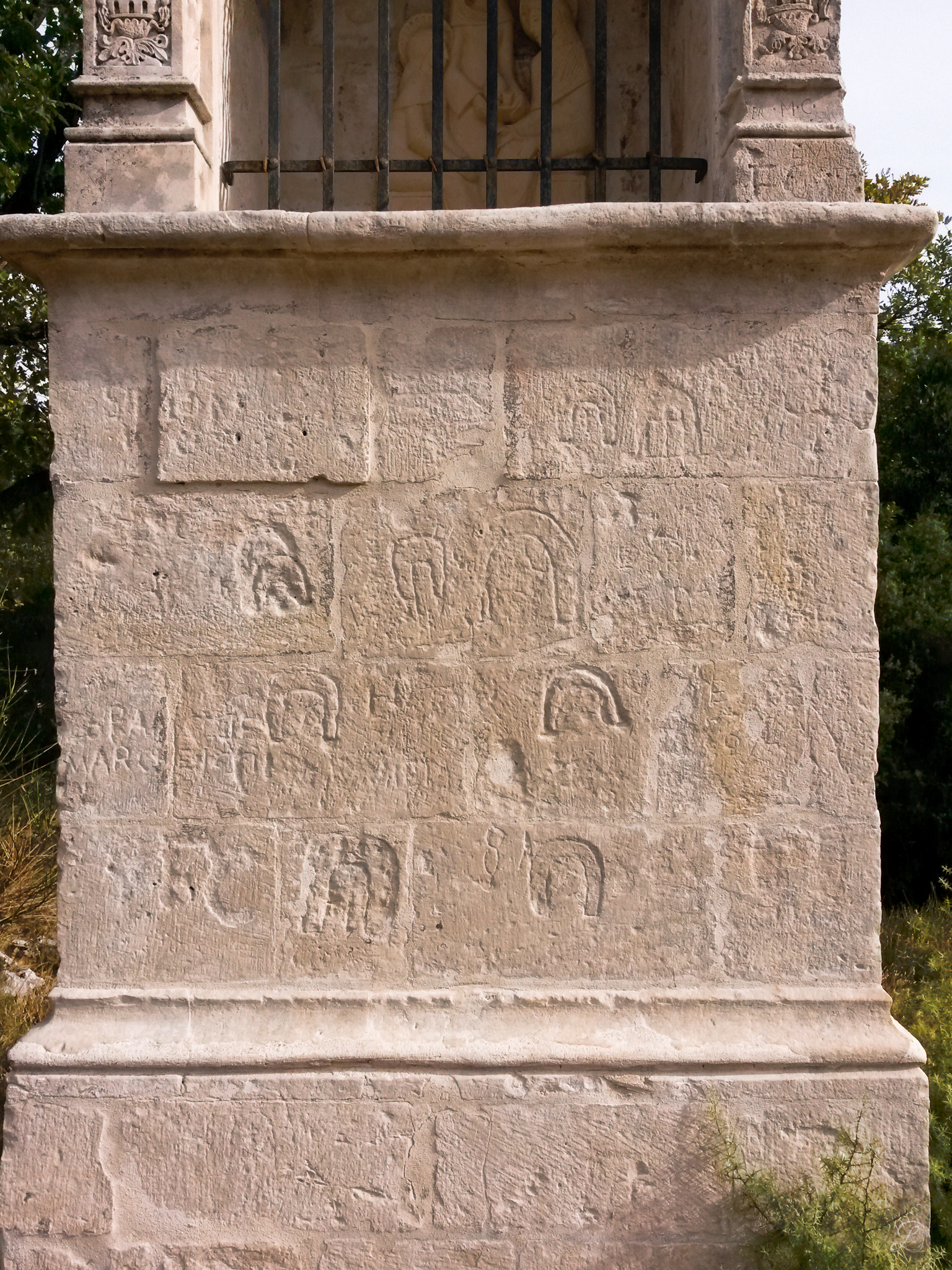
Vue du socle et des gravures de fer à cheval

## Historique

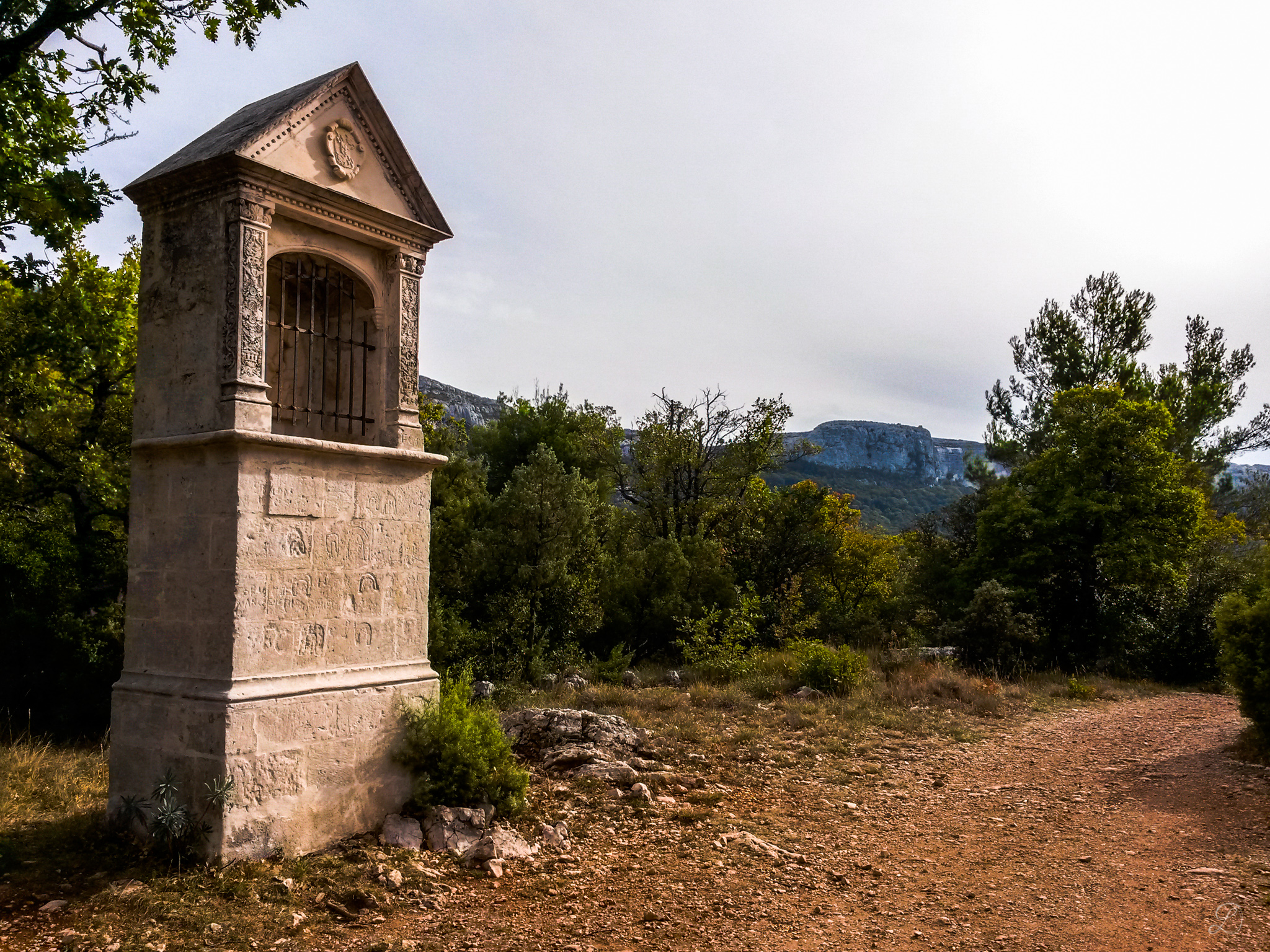
L'oratoire, avec la vue en perspective sur le massif de la Sainte-Baume et le Saint-Pilon.

L'oratoire est construit en 1516 sur la commande  de Jean Ferrier, archevêque d’Arles, à la suite du premier pèlerinage de François Ier.
Le nom de Miette provient d'un événement survenu durant la Révolution française. Un individu, venu demander le gîte dans l'ancien couvent des dominicains près de la grotte de la Sainte-Baume à la famille qui y avait trouvé refuge, tue le père et la mère à coup de fusil. La jeune fille, Miette, réussit à s’enfuir en courant, poursuivie par l'assassin. À bout de force, elle se réfugie près de l'oratoire et en prière supplie la sainte de la protéger. L'homme qui la poursuivait passe près d'elle sans la voir et s'enfonce dans la forêt, « laissant l'enfant sauve et toute tremblante »,.
En 1826, le R. P. Gavoty, relate sa visite à la Sainte-Baume et écrit sur cet oratoire : « il ne manque que le bas-relief ; on en avait mis un nouveau représentant Marie-Madeleine, à ses pieds, attentive à la parole du Christ chez sainte Marthe ».
En 1951, l'oratoire est encore en mauvais état. Il n'est restauré qu'en 1964 par « les amis de l'oratoire ». Les bas-reliefs disparus sont remplacés par ceux du sculpteur Olivier Pettit en 1978. Une grille de protection est posée en même temps, et une bénédiction de l'oratoire est effectuée pour célébrer cette restauration. Une dernière restauration est effectuée en 2009 par la commune de Nans-les-Pins,.

## Notoriété
Le monument est classé au titre des monuments historiques le 3 juin 1938. Les trois autres oratoires existant dans la forêt (plus loin sur le chemin) avaient déjà été classés aux Monuments Historiques le 22 juillet 1913 dans l'ensemble  « des Oratoires et chapelle » à Plan-d'Aups-Sainte-Baume comprenant ces trois oratoires et la chapelle des Parisiens.